# Norman Thomson
 Norman Shaw Thomson (20 tháng 2 năm 1901 - 6 tháng 6 năm 1984) là một cầu thủ bóng đá rất chuyên nghiệp người Scotland ở vị trí tiền đạo, được nhớ đến nhiều nhất với thời gian ba năm thi đấu cho Dumbarton ở Giải VĐQG Scotland. Anh cũng chơi ở Liên đoàn bóng đá, đáng chú ý nhất là cho Luton Town và Walsall.

## Thống kê nghề nghiệp
| Câu lạc bộ             | Mùa giải | Cúp các câu lạc bộ | Cúp các câu lạc bộ | Cúp các câu lạc bộ | Cúp quốc gia | Cúp quốc gia | Tổng   | Tổng      |
| Câu lạc bộ             | Mùa giải | Hạng               | Ra sân             | Bàn thắng          | Ra sân       | Bàn thắng    | Ra sân | Bàn thắng |
| ---------------------- | -------- | ------------------ | ------------------ | ------------------ | ------------ | ------------ | ------ | --------- |
| Dumbarton              | 1921–22  | Hạng nhất Scotland | 7                  | 2                  | —            | —            | 7      | 2         |
| Dumbarton              | 1922–23  | Hạng 2 Scotland    | 33                 | 7                  | 1            | 0            | 34     | 7         |
| Dumbarton              | 1923–24  | Hạng 2 Scotland    | 21                 | 5                  | 1            | 0            | 22     | 5         |
| Dumbarton              | Total    | Total              | 61                 | 14                 | 2            | 0            | 63     | 14        |
| Hibernian              | 1924–25  | Hạng nhất Scotland | 5                  | 0                  | 0            | 0            | 5      | 0         |
| Luton Town             | 1925–26  | Hạng 3 Scotland    | 26                 | 5                  | 0            | 0            | 26     | 5         |
| Luton Town             | 1926–27  | Hạng 3 Scotland    | 17                 | 5                  | 1            | 0            | 18     | 5         |
| Luton Town             | Total    | Total              | 43                 | 10                 | 1            | 0            | 44     | 10        |
| Clapton Orient         | 1926–27  | Second Division    | 10                 | 2                  | —            | —            | 10     | 2         |
| Brighton & Hove Albion | 1927–28  | Hạng 3 Scotland    | 11                 | 5                  | 0            | 0            | 11     | 5         |
| Walsall                | 1928–29  | Hạng 3 Scotland    | 38                 | 13                 | 4            | 2            | 42     | 15        |
| Norwich City           | 1929–30  | Hạng 3 Scotland    | 15                 | 0                  | 0            | 0            | 15     | 0         |
| Brentford              | 1930–31  | Hạng 3 Scotland    | 1                  | 0                  | 0            | 0            | 1      | 0         |
| Swindon Town           | 1932–33  | Hạng 3 Scotland    | 3                  | 0                  | 0            | 0            | 3      | 0         |
| Tổng số                | Tổng số  | Tổng số            | 187                | 44                 | 7            | 2            | 194    | 46        |